# Sungai Petani
Sungai Petani est une ville de l'état de Kedah en Malaisie.

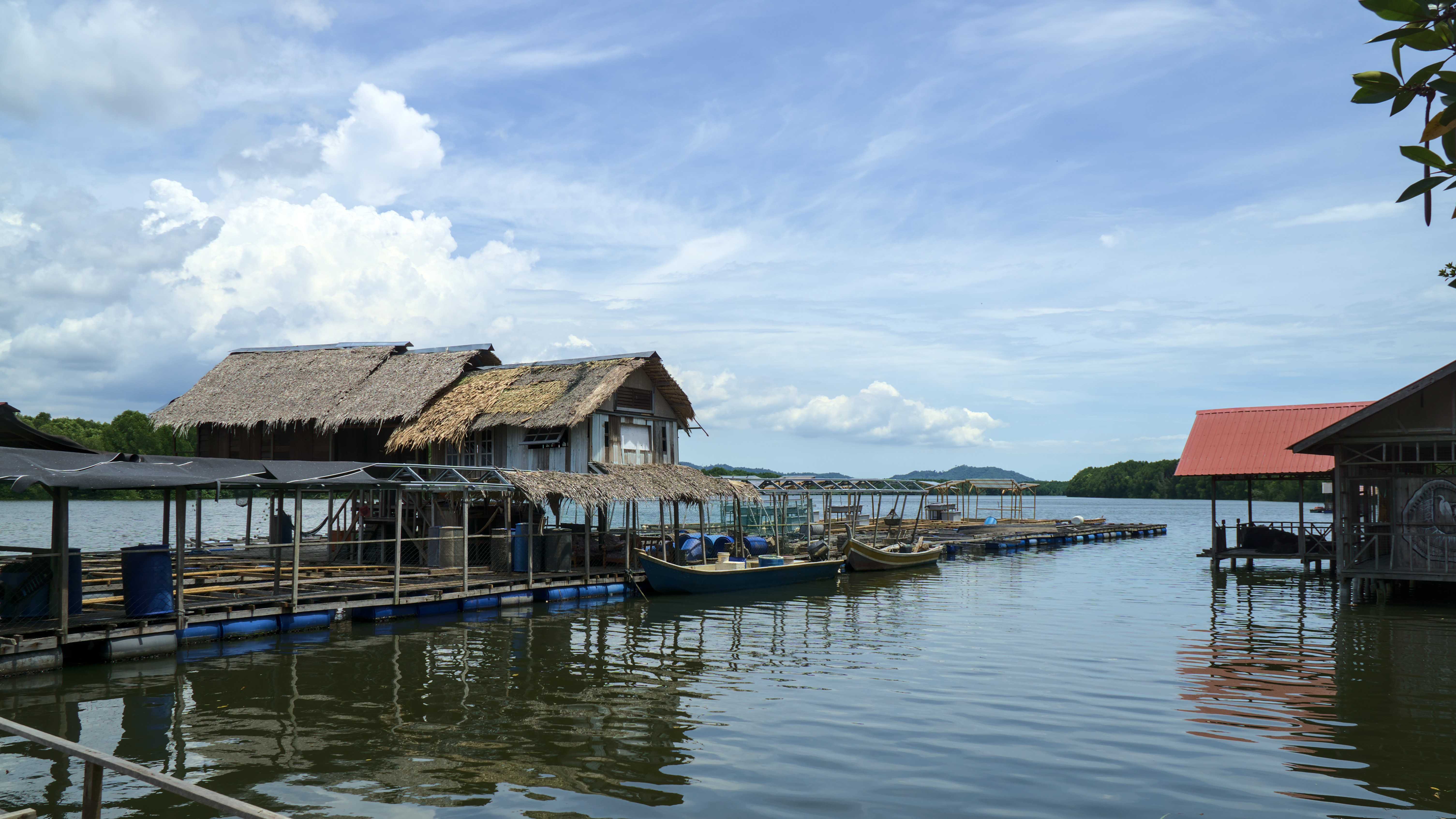
Port de pêche à Sungai Petani.

Sa population était de 297 824 habitants en 2020.